# Hana to Yume
Hana to Yume (яп. 花とゆめ Хана то юмэ) — японский журнал, издаваемый компанией Hakusensha. В журнале печатается сёдзё манга, читателями которой являются молодые девушки от 12-18. Журнал выходит дважды в месяц, 5-го и 20-го числа.
В Индонезии компанией Elex Media Komputindo выпускался аналогичный ежемесячный журнал Hanalala, один из крупнейших журналов комиксов Индонезии. Последним его выпуском стал номер за декабрь 2010 года.

## Манга, выходящая в Hana to Yume
- Каэдэ Коути
  - Love so life
- Вада Синдзи
  - Sukeban Deka (Детектив-правонарушитель)
  - Dragon Pigmario

- Маки Минами
  - Special A (Спецкласс А)

- Мацусита Ёко
  - Yami no Matsuei (Потомки тьмы)

- Мива Сакаи
  - Billion Girl

- Миути Судзуэ
  - Glass Mask

- Накадзё Хисая
  - Hana-Kimi (Тайно в тебя влюблена)
  - Missing Piece
  - Yume Miru Happa
  - Sugar Princess

- Накамура Ёсики
  - Blue Wars
  - MVP wa Yuzurenai
  - Skip Beat! (Не сдавайся!)
  - Tokyo Crazy Paradise

- Насу Юкиэ
  - Koko wa Greenwood (Это Гринвуд)

- Нацуки Такая
  - Fruits Basket
  - Boku ga Utau to Kimi wa Warau kara
  - Gen'ei Musou 
  - Tsubasa o Motsu Mono
  - Twinkle Stars

- Рагава Маримо
  - Aka-chan to Boku (Малыш Ака и я)
  - Itsudemo Otenki Kibun

- Рэй Идзава
  - Meine Liebe

- Сибата Масахиро
  - Blue Sonnet

- Такао Сигэру
  - Dear Mine
  - Teru Teru Shounen

- Хиватари Саки
  - Boku no Chikyuu wo mamotte (Пожалуйста, спасите мою Землю!)
  - Global Garden

- Хигути Татибана
  - Gakuen Alice (Школа Элис)
  - M to N no Shouzou
  - Swan Lake (Лебединое озеро)

- Эмура
  - Michibata no Tenshi
  - Nana-Iro No Shinwa
  - W Juliet и W Juliet II

- Юки Каори
  - Hakushaku Cain
  - Ludwig Kakumei
  - Tenshi Kinryoku
  - Yousei Hyouhon
  - Chinkonkyoku no okunoin

- Идзуми Цубаки
  - Oresama Teacher
  - Oyayubi kara Romance

- Кусанаги Мидзухо
  - «Akatsuki no Yona»

- Судзуки Джульетта
  - «Kamisama Hajimemashita»
  - «Tripitaka Torinique»

- Фукуяма Рёко
  - Fukumenkei Noise

- Ю Томофудзи
  - Жертвенная принцесса и владыка зверей